# Melvyn Douglas

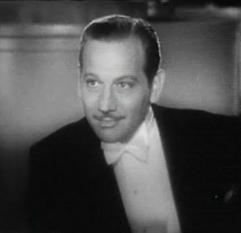
Melvyn Douglas i trailern till Ninotchka (1939).

Melvyn Edouard Hesselberg, mer känd som Melvyn Douglas, född 5 april 1901 i Macon i Georgia, död 4 augusti 1981 i New York i New York, var en amerikansk skådespelare. Douglas blev känd under 1930-talet som älskvärd manlig huvudrollsinnehavare, kanske bäst exemplifierat med hans rollinsats i den romantiska komedin Ninotchka (1939) mot Greta Garbo. Douglas kom senare att spela mogna och faderliga roller, som hans Oscarsvinnande insats i Vildast av dem alla (1963) och Välkommen Mr. Chance! (1979) samt i hans Oscarsnominerade insats i Jag sjöng aldrig för min far (1970). Under de sista åren av sitt liv medverkade Douglas i flera filmer med övernaturliga handlingar, involverande spöken. Han spelade bland annat senator Joseph Carmichael i Hämnd ur det förflutna 1980 och Dr. John Jaffrey i Gengångare 1981, vilket kom att bli hans sista filmroll.

## Biografi
Melvyn Douglas far var en ryskfödd judisk konsertpianist och hans morfar amerikansk general. Efter första världskriget, där Douglas hade tjänstgjort som sjukvårdare, gjorde han scendebut 1919 i Chicago innan han kom till Broadway 1928. Hans filmdebut ägde rum 1931.
Lång och stilig, och till sitt sätt behaglig och kultiverad, passade han bäst i smoking med en elegant kvinna vid sin sida. Under 1930- och 1940-talen spelade han ofta stilig charmör i en rad komedier, bland annat i Ninotchka, där han var mannen som fick Greta Garbo att skratta.
Under 1950-talet var han huvudsakligen verksam vid Broadway, men återvände till filmen i början av 1960-talet.
Två gånger erhöll Douglas en Oscar för bästa manliga biroll, 1964 för Vildast av dem alla (1963) och 1980 för Välkommen Mr. Chance! (1979).
Douglas var farfar till skådespelerskan Illeana Douglas. 
Melvyn Douglas avled den 4 augusti 1981 av lunginflammation med hjärtkomplikationer.

## Filmografi
- 1931 – Tonight or Never
- 1932 – Överraskade av natten
- 1932 – Som du vill ha mig
- 1933 – The Vampire Bat
- 1933 – Skilsmässoadvokaten
- 1934 – Dangerous Corner
- 1934 – Woman in the Dark
- 1935 – Annie Oakley
- 1935 – Hon gifte sig med chefen
- 1935 – En fånge har rymt!
- 1936 – Theodora leker med elden
- 1936 – I moralens namn
- 1937 – Havets hjältar
- 1937 – Ängeln
- 1937 – Vi träffades i Paris
- 1938 – Frestelsens timme
- 1938 – Första svärmeriet
- 1938 – Dockhustrun
- 1938 – Min man detektiven
- 1939 – Ninotchka
- 1939 – Den förbluffande Mr. Williams
- 1939 – 100 mot 1
- 1939 – En flicka på väg till Paris
- 1940 – Han stannade till frukost
- 1940 – Jag hatar dej, älskling!
- 1940 – En herre för mycket
- 1941 – Korsdrag i paradiset
- 1941 – Tvillingarna
- 1941 – En kvinnas ansikte
- 1942 – Alla kysste bruden
- 1942 – We Were Dancing
- 1947 – Prärie
- 1947 – Hemlig eld
- 1948 – Villervallavillan
- 1949 – Allt eller intet
- 1949 – Inteckning i livet
- 1951 – Synden i blodet
- 1951 – On the Loose
- 1962 – Billy Budd
- 1963 – Vildast av dem alla
- 1964 – Förste man på Omaha beach
- 1964 – Hjältar utan byxor
- 1967 – Hotell
- 1970 – Jag sjöng aldrig för min far
- 1970 – Hunters Are for Killing
- 1971 – Döden tar semester
- 1972 – Bill McKay - utmanaren
- 1972 – One Is a Lonely Number
- 1974 – Benjamin Franklin
- 1976 – Hyresgästen
- 1977 – Raketbas 3
- 1979 – Maktspelet - Washington
- 1979 – Välkommen Mr. Chance!
- 1980 – Hämnd ur det förflutna
- 1980 – Berätta din gåta
- 1981 – Gengångare